# J. G. Ballard
James Graham Ballard (Shanghái, 15 de noviembre de 1930-Londres, 19 de abril de 2009) fue un escritor inglés de ciencia ficción. Un gran número de sus escritos describen distopías.

## Vida
J. G. Ballard nace en Shanghái (República de China) en 1930 de padres ingleses. Durante la Segunda Guerra Mundial fue encerrado junto con su familia en un campo de concentración japonés, experiencia que relataría en su obra El imperio del sol, propuesta para el Booker Prize, ganadora del Guardian Fiction Prize y que más tarde llevaría al cine Steven Spielberg en la película homónima.
En 1946 su familia se traslada a Gran Bretaña e inicia estudios de medicina en la Universidad de Cambridge, aunque no los completará. A continuación, trabaja como redactor en un periódico técnico y como portero del Covent Garden, antes de incorporarse a la RAF en Canadá como piloto. Una vez licenciado, trabaja durante seis años como adjunto a la dirección de una revista científica, para pasar más tarde a dedicarse por completo a la literatura.
Falleció el 19 de abril de 2009, víctima de un cáncer de próstata.

## Obra
Sus primeros cuentos datan de 1956 y en los años 60 se convierte en uno de los autores de referencia de la llamada nueva ola de la ciencia ficción inglesa. Su literatura desarrolla la problemática del siglo XX, ya sean las catástrofes medioambientales o el efecto en el ser humano de la evolución tecnológica.
En su primera novela, El mundo sumergido (1962), imagina las consecuencias de un calentamiento global que provoca que los casquetes polares se derritan, una de las primeras obras de clima ficción. Le siguieron El viento de ninguna parte (1962), La sequía (1965) y El mundo de cristal (1966), ambientada en un área boscosa de África occidental que está, literalmente, cristalizándose.
En 1973 publicó Crash, una meditación turbadora y explícita sobre la relación entre el deseo sexual y los coches, y que provocó un tenso debate sobre los límites de la censura contra la «obscenidad» cuando David Cronenberg la adaptó al cine en 1996. La película Crash estuvo a punto de no poder ser estrenada en Inglaterra.[cita requerida] Tras Crash llegaron La isla de cemento (1974), Rascacielos (1975), Compañía de sueños ilimitada (1979) y Hola América (1981). 
En 1984 Ballard llegó a un público mucho más amplio con la obra autobiográfica El imperio del sol, la historia de un niño en tiempos de guerra, que luego continuó en La bondad de las mujeres (1991). El día de la creación, otra novela situada en África, se publicó en 1987 y Furia Feroz en 1988. 
Sus siguientes novelas fueron Fuga al paraíso (1994), un relato apocalíptico que transcurre en un atolón del Pacífico, Noches de cocaína (1996) y Super-Cannes (2000), ambas reelaboraciones de la novela negra clásica en una decadente Costa del Sol, la primera, y en la Riviera, la segunda. Ballard fue también un autor de relatos muy prolífico y, en 1996, apareció su colección de ensayos y reseñas Guía del milenio para el usuario.

### Novelas
- El huracán cósmico, también publicada como El viento de la nada y El viento de ninguna parte (1962). The Wind from Nowhere. México, Diana, 1966
- El mundo sumergido (1962). The Drowned World . Barcelona, Vértice, 1964
- La sequía (1964). The Drought. Buenos Aires, Minotauro, 1979
- El mundo de cristal (1966) The Crystal World
- La exhibición de atrocidades (1970) (adaptación cinematográfica de Jonathan Weiss en el año 2000)
- Crash (1973) (adaptación cinematográfica de David Cronenberg, en 1996). Barcelona, Minotauro, 1979
- La isla de cemento (1974). Concrete Island. Barcelona, Minotauro, 1984
- Rascacielos (1975).  (adaptación cinematográfica de Ben Wheatley, en 2015). High-Rise. Alianza Runas, 2018
- Compañía de sueños ilimitada (1979). The Unlimited Dream Company. Barcelona, Minotauro, 1990
- Hola, América (1981). Hello America. Barcelona, Minotauro, 1986
- El imperio del sol (1984) (adaptación cinematográfica de Steven Spielberg, en 1987). Empire of the Sun. Barcelona, E.D.H.A.S.A., 1984
- El día de la creación (1987). The Day of Creation. Buenos Aires, Minotauro, 1989
- Furia Feroz, también publicada como Locura desenfrenada (1988). Running Wild. México, Edivision, 1991
- La bondad de las mujeres (1991). The Kindness Of Women. Barcelona, Salamandra, 1997
- Noches de cocaína (1994). Cocaine Nights. Barcelona, Minotauro, 1997
- Fuga al paraíso (1996). Rushing To Paradise. Barcelona, Emecé, 1995
- Super-Cannes (2000)
- Milenio negro (2003)
- Bienvenidos a Metro-Center (Kingdom Come) (2006)

### Recopilación de cuentos
- Bilenio (1962)
- Las voces del tiempo (1962). The Voices of Time. Buenos Aires, Minotauro, 1978
- Pasaporte a la eternidad (1963). Passport to Eternity. Buenos Aires, Minotauro, 1978
- Playa terminal (1964). The Terminal Beach. Barcelona, Minotauro, 1987
- El hombre imposible (1966). The Impossible Man. Buenos Aires, Minotauro, 1973
- Zona de catástrofe (1967). The Disaster Area. Barcelona, Minotauro, 1995
- The Overloaded Man (1967)
- Chronopolis (1971)
- Vermilion Sands (1973). Barcelona, Minotauro, 1993
- Aparato de vuelo rasante (1976)
- Mitos del futuro próximo (1982)
- El día eterno (1985)
- Memories Of The Space Age (1988)
- Fiebre de guerra (1990)
- The Complete Short Stories of J. G. Ballard (2001)
- Cuentos completos (2013) Barcelona, RBA

### Otros
- Guía del usuario para el nuevo milenio (1996) (recopilación de artículos y comentarios del autor). Editorial Irrecuperables, 2021.
- JG Ballard: Quotes (2004)
- JG Ballard: Interviews  (2005)
- Milagros de vida: Una autobiografía  (2008). Miracles of Life. Barcelona, Mondadori, 2008